# Сантуарио дел Дезерто (Савона)
Сантуарио дел Дезерто је насеље у Италији у округу Савона, региону Лигурија.
Према процени из 2011. у насељу је живело 5 становника. Насеље се налази на надморској висини од 627 м.